# Samoa Americana en los Juegos Olímpicos de Río de Janeiro 2016
Samoa Americana estuvo representada en los Juegos Olímpicos de Río de Janeiro 2016 por cuatro deportistas, tres hombres y una mujer, que compitieron en tres deportes.
El portador de la bandera en la ceremonia de apertura fue el halterófilo Tanumafili Jungblut. El equipo olímpico no obtuvo ninguna medalla en estos Juegos.